# Chthonie fille d'Érechthée
Dans la mythologie grecque, Chthonie (en grec ancien : Χθωνία) est l'une des filles du roi d'Athènes Érechthée et de son épouse Praxithée.
Le nombre de ses frères et sœurs varie suivant les auteurs : Cécrops, Métion, Créuse, Procris, Pandoros et Orithye selon Apollodore ; s'y ajoutent Mérope selon Plutarque, Eupalamos selon Diodore, Alkon, Thespios selon Pausanias, Pandore et Protogénie selon la Souda.
Selon Apollodore, elle épouse son oncle Boutès, frère d'Érechthée.
Elle est sacrifiée par son père alors qu'il est en guerre contre Éleusis ; alors que son armée est sur le point d'être vaincue, un oracle promet la victoire à Érechthée s'il sacrifie l'une de ses filles ; il choisit la plus jeune, Chtonie, mais deux de ses autres enfants, Pandore et Protogénie, ayant fait vœu de ne pas survivre à leur sœur, se donnent la mort.

## Sources antiques
- Pseudo-Apollodore, Bibliothèque [détail des éditions] [lire en ligne] (III, 15, 1).
- Diodore de Sicile, Bibliothèque historique [détail des éditions] [lire en ligne] (IV, 76, 1).
- Hygin, Fables [détail des éditions] [(la) lire en ligne] (XLVI, 238).
- Pausanias, Description de la Grèce [détail des éditions] [lire en ligne] (II, 6, 5 ; II, 25, 5 ; IX, 26, 6).